# BluVolley Verona 2018-2019
Questa voce raccoglie le informazioni riguardanti il BluVolley Verona nelle competizioni ufficiali della stagione 2018-2019.

## Organigramma societario
Area direttiva
- Presidente: Stefano Magrini
- Vicepresidente: Luca Bazzoni, Giovanni Bertoni, Natalino Bettin, Andrea Corsini, Gianmaria Villa
- Consulente legale: Stefano Fanini
- Amministrazione: Massimo Ziggiotto
- Direttore generale: Martino Ferrari (fino al 19 novembre 2018)
- Direttore tecnico: Angelo Frigoni
- Direttore sportivo: Gian Andrea Marchesi
- Responsabile hospitality ed eventi: Gaia Dallabona
- Logistica prima squadra: Giacomo Olivieri, Claudio Tamanini

Area tecnica
- Allenatore: Nikola Grbić
- Allenatore in seconda: Giancarlo D'Amico
- Scout man: Fabio Dalla Fina
- Responsabile settore giovanile: Paolo Fasoli
- Responsabile tecnico settore giovanile: Marco Argenta

Area comunicazione
- Relazioni esterne: Matteo Oxilia
- Biglietteria: Carolina Betteli

Area marketing
- Ufficio marketing: Vladimiro Arcoma, Isabella Minato
- Responsabile attività promozionali: Andrea Totolo
- Responsabile area commerciale: Simone Salizzoni

Area sanitaria
- Medico: Alberto Ciacciarelli, Claudio Seddio
- Preparatore atletico: Flavio Di Giorgio
- Preparatore atletico settore giovanile: Giorgio Bissoli
- Fisioterapista: Leo Arici, Luca Pirani

## Rosa
| N° | Nome                  | Ruolo | Data di nascita   | Nazionalità sportiva |
| -- | --------------------- | ----- | ----------------- | -------------------- |
| 1  | Riccardo Pinelli      | P     | 17 febbraio 1991  | Italia               |
| 2  | Ludovico Giuliani     | L     | 4 maggio 1998     | Italia               |
| 3  | Matej Kazijski        | S     | 23 settembre 1984 | Bulgaria             |
| 4  | Aimone Alletti        | C     | 28 giugno 1988    | Italia               |
| 5  | Daniele De Pandis     | L     | 30 giugno 1984    | Italia               |
| 6  | Federico Marretta     | S     | 9 agosto 1990     | Italia               |
| 7  | Emanuele Birarelli    | C     | 8 febbraio 1981   | Italia               |
| 9  | Stéphen Boyer         | O     | 10 aprile 1996    | Francia              |
| 11 | Cristian Savani       | S     | 22 febbraio 1982  | Italia               |
| 12 | Aleks Grozdanov       | C     | 28 marzo 1998     | Bulgaria             |
| 13 | Luca Spirito          | P     | 30 ottobre 1993   | Italia               |
| 14 | Mohammad Manavinezhad | S     | 27 novembre 1995  | Iran                 |
| 17 | Thomas Jaeschke       | S     | 4 settembre 1993  | Stati Uniti          |
| 21 | Morteza Sharifi       | S     | 27 maggio 1999    | Iran                 |
| 32 | Sebastián Solé        | C     | 12 giugno 1991    | Argentina            |
| 96 | Alberto Magalini      | S     | 23 agosto 1996    | Italia               |